# ماتیاس کسلر
ماتیاس کسلر (آلمانی: Matthias Kessler؛ زادهٔ ۱۶ مهٔ ۱۹۷۹) دوچرخه‌سوار سابق اهل آلمان است.
وی سابقه عضویت در تیم‌های تیم تلکام و آستانه را دارد.